# Stare Kiejkuty
Stare Kiejkuty (niem. Alt Keykuth) – wieś w Polsce, w województwie warmińsko-mazurskim, w powiecie szczycieńskim, w gminie Szczytno. W latach 1975–1998 miejscowość administracyjnie należała do województwa olsztyńskiego.
Stare Kiejkuty leżą między jeziorem Wałpusz i Jeziorem Starokiejkuckim, przy drodze krajowej nr 58, około 10 km na północny wschód od Szczytna. W roku 2021 we wsi było 159 mieszkańców, z czego 48,4% to kobiety a 51,6% to mężczyźni.

## Historia
W pobliżu wsi znajduje się cmentarzysko z okresu brązu, co świadczy o dość wczesnym osadnictwie w tym miejscu. Wieś założona w 1399 r. na miejscu dawnej osady Prusów. Pierwotnie była osadą bartników (w r. 1450 było tu kilku bartników, m.in. o imieniu Lusuta), jeszcze w 1785 r. na 19 chłopów 10 było bartnikami. W 1496 r. sołtysem we wsi był Maciej Molewski.

## Jednostka Wojskowa nr 2669
W Starych Kiejkutach znajduje się adres korespondencyjny Jednostki Wojskowej 2669, którą jesienią 1971 przekształcono w Ośrodek Kształcenia Kadr Wywiadu, podlegający pod Departament I MSW PRL. Ośrodek szkoleniowy powstał na terenie i w budynkach szkoły wywiadu niemieckiej SD. JW 2669 tylko z nazwy była częścią Nadwiślańskich Jednostek Wojskowych MSW. 
Niedaleko znajduje się lotnisko w Szymanach (od połowy lat 90. XX w. lotnisko cywilne), które zapewnia łatwy dostęp do jednostki. Na przełomie 2005/2006 o wsi pisały media, gdy na jaw wyszła sprawa tajnych więzień CIA w Europie. Według raportu Rady Europy byli tam przewożeni, przesłuchiwani i torturowani przez CIA więźniowie podejrzewani o terroryzm. CIA miała być świadoma, że były to praktyki nielegalne w świetle przyjętych przez Polskę przepisów międzynarodowych. 
Pod koniec sierpnia 2006 w Ośrodku Szkolenia Agencji Wywiadu kamery TVN-u dokumentowały materiał do serialu pt. „Szpieg” o życiu i pracy gen. Mariana Zacharskiego, oficera wywiadu PRL. Po terenie OSAW w Starych Kiejkutach oprowadzał ówczesny szef Agencji Wywiadu gen. Zbigniew Nowek z komendantem szkoły. Nigdy wcześniej, ani nigdy później żadna ekipa telewizyjna nie została wpuszczona do tajnego Ośrodka Szkolenia Agencji Wywiadu.
W 2011 Telewizja Polska zrealizowała jeden z odcinków cyklu dokumentalnego „Za kulisami PRL-u” pt. „Szkoła Szpiegów – Pierwszy nabór”, w którym przedstawiono historię ośrodka, metody toku szkolenia oraz relacje i wspomnienia absolwentów szkoły, m.in. gen. Gromosława Czempińskiego, płk. Henryka Bosaka i kpt. Piotra Niemczyka.
W 2014 roku nakładem Wydawnictwa „Czerwone i Czarne” została wydana książka autorstwa Piotra Pytlakowskiego pt. „Szkoła Szpiegów. Kim byli absolwenci Starych Kiejkut”. Ta publikacja ukazuje różne etapy i proces szkolenia oficerów wywiadu, zarys historyczny szkoły, od Służby Bezpieczeństwa, przez Urząd Ochrony Państwa, do Agencji Wywiadu, zawiera także wiele opublikowanych rozmów z asami polskiego wywiadu, absolwentami i wykładowcami szkoły.